# Shibahara Makoto
Makoto Shibahara (sinh ngày 23 tháng 4 năm 1992) là một cầu thủ bóng đá người Nhật Bản.

## Sự nghiệp câu lạc bộ
Makoto Shibahara đã từng chơi cho Shimizu S-Pulse, FC Gifu và Fukushima United FC.